# San Diego Wave Fútbol Club
Il San Diego Wave Fútbol Club,, meglio noto come San Diego Wave è una società calcistica professionistico statunitense di calcio femminile con sede a San Diego, nello stato federato della California. Gioca le partite casalinghe presso il Snapdragon Stadium.
Fondata nel giugno 2021, dalla stagione 2022 la squadra è iscritta alla National Women's Soccer League (NWSL). È la prima squadra professionistica femminile di calcio della zona di San Diego dal 2003, quando la Women's United Soccer Association (WUSA) ha cessato di esistere, con successivo scioglimento del San Diego Spirit.

## Storia
Nel gennaio 2021, Lisa Baird, il commissario della NWSL, annunciò che una "squadra di espansione" a Sacramento, guidata da Ron Burkle e in concomitanza con l'offerta di espansione del Sacramento Republic nella Major League Soccer, si sarebbe unita alla NWSL nel 2022. Burkle, tuttavia, non confermò mai pubblicamente la notizia prima di uscire dal gruppo proprietario del Sacramento Republic. Al contrario, l'8 giugno 2021 la NWSL annunciò San Diego come sede di una squadra di espansione di proprietà di Burkle che avrebbe iniziato a giocare nel 2022. Il 9 novembre 2021 San Diego Wave venne annunciata come denominazione della nuova squadra rappresentante l'area di San Diego.
Le prime partite ufficiali vennero giocate nell'edizione 2022 della NWSL Challenge Cup. La squadra fece il suo esordio nella West Division contro l'Angel City, anch'essa al debutto ufficiale. Entrambe non superarono la fase a gruppi. Nella stagione regolare della NWSL la squadra si classificò al terzo posto, accedendo così ai play-off per il titolo, mentre l'attaccante Alex Morgan vinse la classifica delle migliori marcatrici. Ai play-off il San Diego Wave vinse i quarti di finale contro i Chicago Red Stars dopo i tempi supplementari, venendo poi sconfitto in semifinale dal Portland Thorns. A fine stagione Casey Stoney venne premiata come migliore allenatrice della NWSL, Naomi Girma ricevette il premio come migliore rookie e miglior difensore della stagione, mentre Kailen Sheridan il premio come miglior portiere.
Anche nel 2023 la squadra iniziò la stagione disputando la NWSL Challenge Cup, venendo eliminata al termine della fase a gruppi. Nella stagione regolare della NWSL la squadra si classificò al primo posto, vincendo la NWSL Shield, trofeo destinato alla vincitrice della stagione regolare, e si qualificò ai play-off per il titolo entrando direttamente in semifinale. Nei play-off il San Diego Wave venne sconfitto dall'OL Reign, mancando l'accesso alla finale. Al termine della stagione Naomi Girma venne confermata miglior difensore della NWSL.

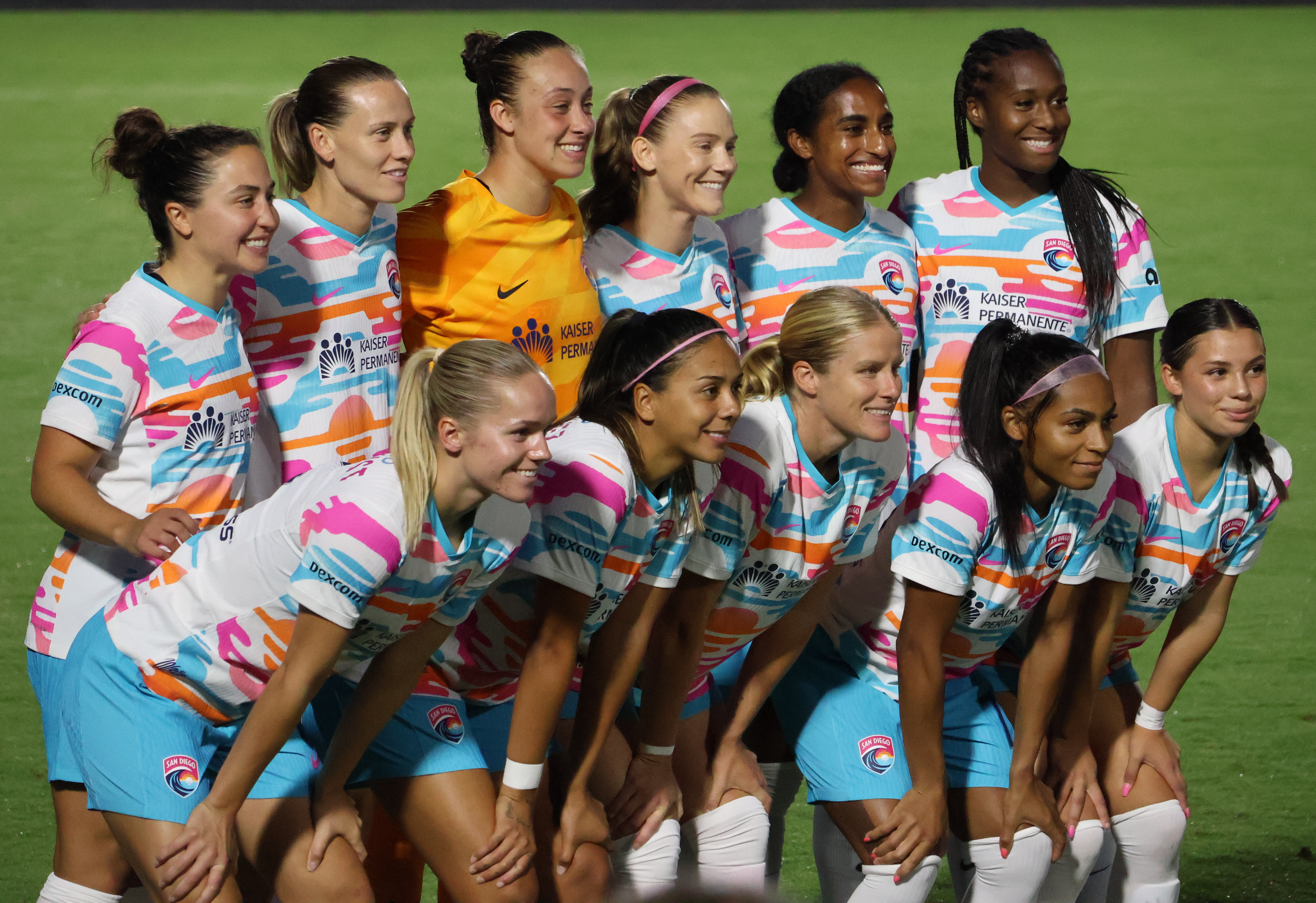
Formazione prima della partita del 5 ottobre 2024 contro il North Carolina Courage.

La stagione 2024 prese il via con la vittoria della NWSL Challenge Cup, che aveva assunto il nuovo formato di sfida secca tra le squadre vincitrici della NWSL e della NWSL Shield. Il San Diego Wave batté il NJ/NY Gotham grazie a una rete di Alex Morgan e vinse il trofeo. Nella stagione regolare di NWSL la squadra non riuscì a replicare la prestazioni delle due precedenti annate, concludendo al decimo posto e mancando l'accesso ai play-off. Grazie alla vittoria della NWSL Shield nel 2023 la squadra ebbe accesso all'edizione inaugurale della CONCACAF W Champions Cup, una competizione per club femminili organizzata dalla CONCACAF. Inserita nel gruppo B, la squadra concluse a pari punti (9 su quattro partite) con le connazionali del Portland Thorns e con le messicane dell'América, ma non superò il turno per la peggiore differenza reti.

## Strutture

### Stadio
Le partite casalinghe della squadra sono state inizialmente giocate al Torero Stadium, una struttura da 6 000 posti di proprietà dell'Università di San Diego (USD). Il 17 settembre 2022, la squadra ha giocato la sua prima partita nel suo stadio di casa permanente, lo Snapdragon Stadium, da poco inaugurato. Il nuovo stadio, costruito dall'Università statale di San Diego come nuova sede della sua squadra di football americano, può ospitare 32 000 persone per il calcio.

## Palmarès
- NWSL Shield: 1

2023
- NWSL Challenge Cup: 1

2024

## Statistiche

### Partecipazione ai campionati
| Livello | Categoria                      | Partecipazioni | Debutto | Ultima stagione | Totale |
| ------- | ------------------------------ | -------------- | ------- | --------------- | ------ |
| 1º      | National Women's Soccer League | 3              | 2022    | 2024            | 3      |

### Partecipazione alle coppe
| Competizione             | Partecipazioni | Debutto   | Ultima stagione | Totale |
| ------------------------ | -------------- | --------- | --------------- | ------ |
| NWSL Challenge Cup       | 3              | 2022      | 2024            | 3      |
| CONCACAF W Champions Cup | 1              | 2024-2025 | 2024-2025       | 1      |

## Organico

### Rosa 2024
Rosa, ruoli e numeri di maglia come da sito ufficiale.
| N. |                        | Ruolo | Calciatrice            |
| -- | ---------------------- | ----- | ---------------------- |
| 1  | Canada (bandiera)      | P     | Kailen Sheridan        |
| 2  | Stati Uniti (bandiera) | D     | Abby Dahlkemper        |
| 4  | Stati Uniti (bandiera) | D     | Naomi Girma            |
| 5  | Australia (bandiera)   | C     | Emily van Egmond       |
| 6  | Svezia (bandiera)      | D     | Hanna Lundkvist        |
| 7  | Stati Uniti (bandiera) | A     | Amirah Ali             |
| 8  | Svezia (bandiera)      | C     | Sierra Enge            |
| 10 | Svezia (bandiera)      | A     | Sofia Jakobsson        |
| 11 | Stati Uniti (bandiera) | A     | Jaedyn Shaw            |
| 12 | Stati Uniti (bandiera) | D     | Kennedy Wesley         |
| 13 | Stati Uniti (bandiera) | A     | Alex Morgan (capitano) |
| 14 | Stati Uniti (bandiera) | C     | Kristen McNabb         |
| 15 | Stati Uniti (bandiera) | A     | Makenzy Doniak         |
| 16 | Australia (bandiera)   | D     | Kaitlyn Torpey         |

| N. |                        | Ruolo | Calciatrice        |
| -- | ---------------------- | ----- | ------------------ |
| 17 | Stati Uniti (bandiera) | C     | Kimmi Ascanio      |
| 18 | Canada (bandiera)      | A     | Mya Jones          |
| 19 | Irlanda (bandiera)     | A     | Kyra Carusa        |
| 20 | Stati Uniti (bandiera) | D     | Christen Westphal  |
| 21 | Stati Uniti (bandiera) | C     | Savannah McCaskill |
| 22 | Stati Uniti (bandiera) | P     | Hillary Beall      |
| 23 | Stati Uniti (bandiera) | A     | Elyse Bennett      |
| 24 | Stati Uniti (bandiera) | C     | Danielle Colaprico |
| 25 | Stati Uniti (bandiera) | A     | Melanie Barcenas   |
| 35 | Stati Uniti (bandiera) | P     | Morgan Messner     |
| 40 | Stati Uniti (bandiera) | P     | Caroline DeLisle   |
| 69 | Francia (bandiera)     | A     | Delphine Cascarino |
| 77 | Messico (bandiera)     | A     | Maria Sánchez      |

### Rosa 2022
Rosa, ruoli e numeri di maglia come da sito ufficiale.
| N. |                        | Ruolo | Calciatrice      |
| -- | ---------------------- | ----- | ---------------- |
| 1  | Canada (bandiera)      | P     | Kailen Sheridan  |
| 2  | Stati Uniti (bandiera) | D     | Abby Dahlkemper  |
| 4  | Stati Uniti (bandiera) | D     | Naomi Girma      |
| 5  | Australia (bandiera)   | C     | Emily van Egmond |
| 6  | Stati Uniti (bandiera) | C     | Kelsey Turnbow   |
| 7  | Stati Uniti (bandiera) | A     | Amirah Ali       |
| 9  | Inghilterra (bandiera) | A     | Jodie Taylor     |
| 10 | Svezia (bandiera)      | A     | Sofia Jakobsson  |
| 11 | Stati Uniti (bandiera) | A     | Jaedyn Shaw      |
| 13 | Stati Uniti (bandiera) | A     | Alex Morgan      |
| 14 | Stati Uniti (bandiera) | C     | Kristen McNabb   |
| 15 | Stati Uniti (bandiera) | A     | Makenzy Doniak   |
| 16 | Stati Uniti (bandiera) | D     | Madison Pogarch  |

| N. |                        | Ruolo | Calciatrice       |
| -- | ---------------------- | ----- | ----------------- |
| 17 | Stati Uniti (bandiera) | C     | Sydney Pulver     |
| 18 | Stati Uniti (bandiera) | D     | Kaleigh Riehl     |
| 20 | Stati Uniti (bandiera) | D     | Christen Westphal |
| 21 | Inghilterra (bandiera) | P     | Carly Telford     |
| 22 | Stati Uniti (bandiera) | D     | Taylor Kornieck   |
| 23 | Stati Uniti (bandiera) | C     | Belle Briede      |
| 25 | Stati Uniti (bandiera) | C     | Kayla Bruster     |
| 26 | Stati Uniti (bandiera) | C     | Mia Gyau          |
| 27 | Germania (bandiera)    | A     | Marleen Schimmer  |
| 29 | Stati Uniti (bandiera) | D     | Taylor Hansen     |
| 31 | Stati Uniti (bandiera) | P     | Melissa Lowder    |
| 33 | Messico (bandiera)     | A     | Katie Johnson     |
| 35 | Stati Uniti (bandiera) | C     | Jackie Altschuld  |